# Marco Ballotta
Marco Ballotta (Casalecchio di Reno, Emilia-Romaña, Italia; 3 de abril de 1964) es un futbolista italiano. Juega de portero y su equipo actual es el Castelvetro de la Eccellenza Emilia-Romagna, quinta división del fútbol italiano.

## Clubes
| Club             | País   | Año       |
| ---------------- | ------ | --------- |
| San Lazzaro      | Italia | 1982-1984 |
| Modena FC        | Italia | 1984-1990 |
| AC Cesena        | Italia | 1991      |
| Parma FC         | Italia | 1991-1994 |
| Brescia Calcio   | Italia | 1994-1995 |
| Reggiana         | Italia | 1995-1997 |
| SS Lazio         | Italia | 1997-2000 |
| Inter de Milán   | Italia | 2000-2001 |
| Modena FC        | Italia | 2001-2004 |
| Treviso FC       | Italia | 2004-2005 |
| SS Lazio         | Italia | 2005-2008 |
| Calcara Samoggia | Italia | 2008-2011 |
| Arzano           | Italia | 2011-2012 |
| Calcara Samoggia | Italia | 2012-2014 |
| Castelvetro      | Italia | 2014-2015 |
| Calcara Samoggia | Italia | 2015-2019 |
| Caltelvetro      | Italia | 2019-     |